# Vuuve
Vuuve is een Belgisch bier. Het werd gebrouwen door Brouwerij De Regenboog te Assebroek een deelgemeente van Brugge (heden Brouwerij Smisje te Mater, een deelgemeente van Oudenaarde).

## Achtergrond
“Vuuve” is West-Vlaams voor “vijf”. Het bier werd voor het eerst gebrouwen in 2000 ter gelegenheid van het vijfjarig bestaan van brouwerij De Regenboog. Nadien werd het bier verder gebrouwen op vraag van Amerikaanse invoerders. In het voorjaar 2010 werd de productie stopgezet.

## Het bier
Vuuve is een blond witbier met een alcoholpercentage van 5%. Het wordt gemaakt met 60% gerst en 40% tarwe. Koriander en sinaasappelschillen worden toegevoegd.